# مزود خدمة الإنترنت عبر اللاسلكي

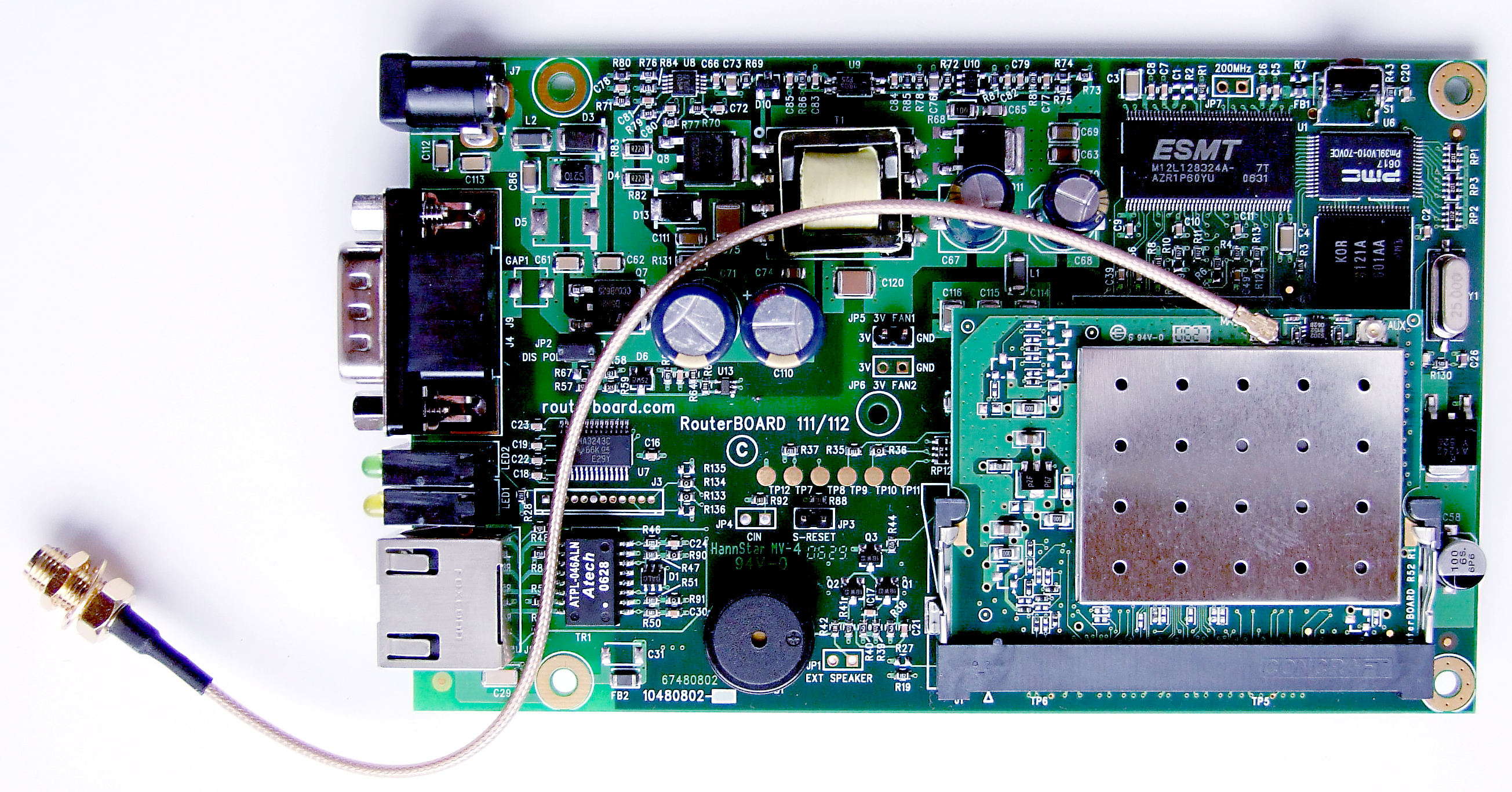
نظام مضمن RouterBoard 112 معRSMA و بطاقة منفذ الملحقات الإضافية R52 مستخذمة على نطاق واسع من قبل مزود خدمة الإنترنت عبر اللاسلكي في جمهورية التشيك

 مزود خدمات الإنترنت اللاسلكي (WISP) هو موفر خدمة الإنترنت بالاعتماد على الشبكات اللاسلكية. التكنولوجيا المستخدمة قد تشمل  Wi-Fi شبكة عروية لاسلكية، أو معدات مصممة للعمل على 900 MHz, 2.4 GHz, 4.9, 5, 24 و 60 جيجا هرتز أو الترددات المرخصة في UHF (بما في ذلك تردد) MMDS, LMDS، وشرائح أخرى من 6Ghz إلى 80Ghz.
في الولايات المتحدة، لجنة الاتصالات الاتحادية (FCC) أصدرت تقريرا عن في عام 2005 أتاحت قواعد فتح 3650 ميغاهرتز اللاسلكية ذات النطاق العريض. في 14 نوفمبر 2007 أصدرت لجنة إشعار الجمهور (دا 07-4605)  بدء الترخيص بالعمل ب3650-3700 ميغاهرتز.
ابتداء من تموز / يوليو 2015, باث هناك أكثر من 1280 من مقدمي خدمات النطاق العريض اللاسلكي الثابت والعاملة في الولايات المتحدة تغطي 51% من سكان الولايات المتحدة.

## التاريخ
في البداية، كان مزود خدمة الإنترنت عبر اللاسلكي موجود فقط في المناطق الريفية المناطق التي لا تغطيها كبل أو خط المشترك الرقمي (DSL). أول مزود خدمة الإنترنت عبر اللاسلكي في العالم[بحاجة لمصدر] كان الوهق LARIAT ، وهي منظمة غير ربحية للإتصالات الريفية تأسست في عام 1992 في لارامي وايومنغ. الوهق في الأصل تستخدم المعدات المصنعة من قبل شركة NCR، التي تعمل على 900 ميغاهيرتز غير مرخصة. أصبحت المنظمة خاصة في عام 2003 ولا تزال موجودة للربح على غرار مقدمي خدمات الإنترنت اللاسلكية.
كانت هناك 879 واي فاي على أساس مزود خدمة الإنترنت عبر اللاسلكي في جمهورية التشيك ابتداء من أيار / مايو 2008،  مما جعلها البلد أكثر نقاط  الوصول في كلالاتحاد الأوروبي.  يوفرالإنترنت اللاسلكي احتمال تقليص «الفجوة الرقمية» أو «فجوة الإنترنت» في البلدان النامية. تساعد Geekcorps وغيرها من الشبكة اللاسلكية  بنشاط في أفريقيا. مثال نموذجي لنظام مزود خدمة الإنترنت عبر اللاسلكي كتلك التي نشرها Gaiacom الشبكات اللاسلكية التي تستند إلى معايير واي فاي.مشروع  حاسوب محمول لكل طفل اعتمد بقوة على الاتصال بشبكة الإنترنت، التي يمكن من المرجح أن تكون مقدمة في المناطق الريفية فقط مع القنوات الفضائية أو الوصول إلى الإنترنت. عبر الشبكة اللاسلكية. في البلدان ذات تكاليف الإنترنت المرتفعة مثل جنوب أفريقيا، خفضت الحكومة الأسعار بشكل تدريجي باستخدام مزود خدمة الإنترنت عبر اللاسلكي أصغر، قادرعلى تقديم خدمة النطاق العريض عالية السرعة بتكلفة أقل بكثير.

## نظرة عامة
تقدم مزود خدمة الإنترنت عبر اللاسلكي في كثير من الأحيان خدمات إضافية مثل ذلك المعتمد على تحديد الموقع شبكة خاصة افتراضية والصوت عبر بروتوكول الإنترنت. يركز مزودي خدمات الإنترنت على اعتماد اللاسلكي في المناطق النائية وذلك لتوفير تغطية أوسع بتكاليف أقل.[بحاجة لمصدر]
يمتلك مزودو خدمة الإنترنت عبر اللاسلكي حصة كبيرة من السوق في البيئات الريفية حيث الكابلات وخطوط المشتركين الرقمية غير متوفرة، ومع التكنولوجيا المتاحة، يمكن أن تلبي أو تتفوق على سرعة الكابل ونظام هاتف. في البيئات الحضرية، لا يتمتع المستخدمون بأنترنت فائق السرعة ألاّ عن طريق الروابط المشتركة و الألياف البصرية المكلفة.
عادة الطريقة التي يعمل بها مزود خدمة الإنترنت عبر اللاسلكي، هي عن طريق ترتيب الألياف الدائرة إلى مركز المنطقة التي ترغب في خدمتها. من هناك، سيقوم مزود خدمة الإنترنت عبر اللاسلكي البدء في البناء في أعلى منطقة، مثل أبراج الراديو، المباني العالية، صوامع الحبوب، أو أبراج المياه أو أعلى الهضاب. سوف تكون تلك المواقع  نقطة وصول إلى العملاء الأفراد أو إلى الأبراج الأخرى حيث لديهم المزيد من المعدات. يمكن أيضا الاستفادة من إنترنت سريع للاتصال عن طريق وصل (نقطة الوجود) بعدة أبراج، والحد من الحاجة إلى دفع ثمن الألياف الدوائر المزودة إلى البرج. 
بالنسبة للاتصالات لاسلكية الثابتة، يعمل طبق استقطاب صغير أو الهوائي على سقف بناء الزبون يوفر له الوصول إلى أقرب موقع هوائي تابع لمزود خدمة الإنترنت عبر اللاسلكي. عندما تعمل على منطقة محدودة ومكتظة بالسكان 2.4 جيجا هرتز، في ما يقرب من جميع 802.11- كما يفعل مزودي خدمة واي فاي، فإنه ليس من غير المألوف أن نرى نقاط الوصول بنيت في مكان خاص أو أعلى مباني العملاء.